# 1789 en science
| Années de la science : 1786 - 1787 - 1788 - 1789 - 1790 - 1791 - 1792    |
| Décennies de la science : 1750 - 1760 - 1770 - 1780 - 1790 - 1800 - 1810 |

Cet article présente les faits marquants de l'année 1789 en science.

## Événements
- 14 juillet : le voyageur britannique Alexander Mackenzie découvre le fleuve en Arctique qui portera son nom[1].
- 20 août : le mathématicien slovène Jurij Vega présente à l'Académie des sciences de Russie à Saint-Pétersbourg un calcul de pi avec 140 décimales[2], dont les 126 premières sont correctes.
- 22 août : Edmund Cartwright fait breveter une machine à peigner la laine ; elle fonctionne mal et il dépose trois autre brevets entre 1789 et 1792 pour la perfectionner[3].
- 28 août et 17 septembre : découverte de Encelade et Mimas, lunes de Saturne, par William Herschel[4].
- Berthollet découvre les propriétés décolorantes du chlore[5].
- Découverte de l'uranium et du zirconium par Martin Heinrich Klaproth[6].
- Nicolas Leblanc met au point un procédé de préparation de la soude (carbonate de sodium)[7].

## Publications
- Georges Cabanis : Du degré de certitude de la médecine.
- Jean-Dominique Cassini : Exposé des opérations faites en France en 1787 pour la jonction des observatoires de Paris et de Greenwich .
- Antoine-Laurent de Jussieu : Genera Plantarum secundum ordines naturales disposita, Paris, Hérissant, ouvrage qui fixe les lois de la nomenclature botanique.
- Lavoisier : Traité élémentaire de chimie. Il rassemble les principaux résultats de la révolution chimique qu'il a lui-même lancée[8].
- Antonio Scarpa : Anatomicæ disquisitiones de auditu et olfactu, Pavie, résultat de ses recherches sur les organes de l’ouïe et de l'odorat.
- Gilbert White : The Natural History and Antiquities of Selborne.

## Prix
- Médailles de la Royal Society
  - Médaille Copley : William Morgan, (1750-1833), pour deux articles sur les probabilités de décès et les primes nécessaires dans le domaine des assurances-vie.

## Naissances

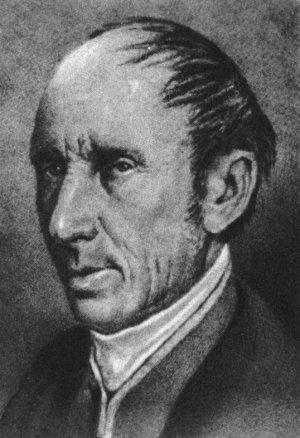
Augustin Louis Cauchy

- 19 janvier : Achile Deville (mort en 1875), archéologue français.
- 17 février : William Fairbairn (mort en 1874), ingénieur écossais.
- 26 février : Eaton Hodgkinson (mort en 1861), ingénieur anglais.
- 16 mars : Georg Simon Ohm, physicien allemand et inventeur du galvanomètre  († 1854).
- 26 mars : Edward Ffrench Bromhead (mort en 1855), naturaliste et mathématicien irlandais.
- 30 mars : Franz Wilhelm Sieber (mort en 1844), botaniste allemand.
- 4 juin : Friedrich Boie (mort en 1870), naturaliste allemand.
- 14 juin : Jean Basile Dominique Doumenjou (mort en 1856), botaniste français.
- 21 août : Augustin Louis Cauchy (mort en 1857), mathématicien français.
- 4 septembre : Charles Gaudichaud-Beaupré (mort en 1854), botaniste français.
- 7 septembre : Palon Heinrich Ludwig von Boguslawsky (mort en 1851), astronome allemand.
- 9 septembre : William Cranch Bond (mort en 1859), astronome américain.
- 2 octobre : Franciszek Armiński (mort en 1848), astronome polonais.
- 8 octobre : William Swainson (mort en 1855), ornithologue et artiste britannique.
- 25 octobre : Heinrich Schwabe (mort en 1875), astronome allemand.
- 9 décembre : Louis Rendu (mort en 1859), géologue et glaciologue savoisien, évêque d'Annecy.

## Décès

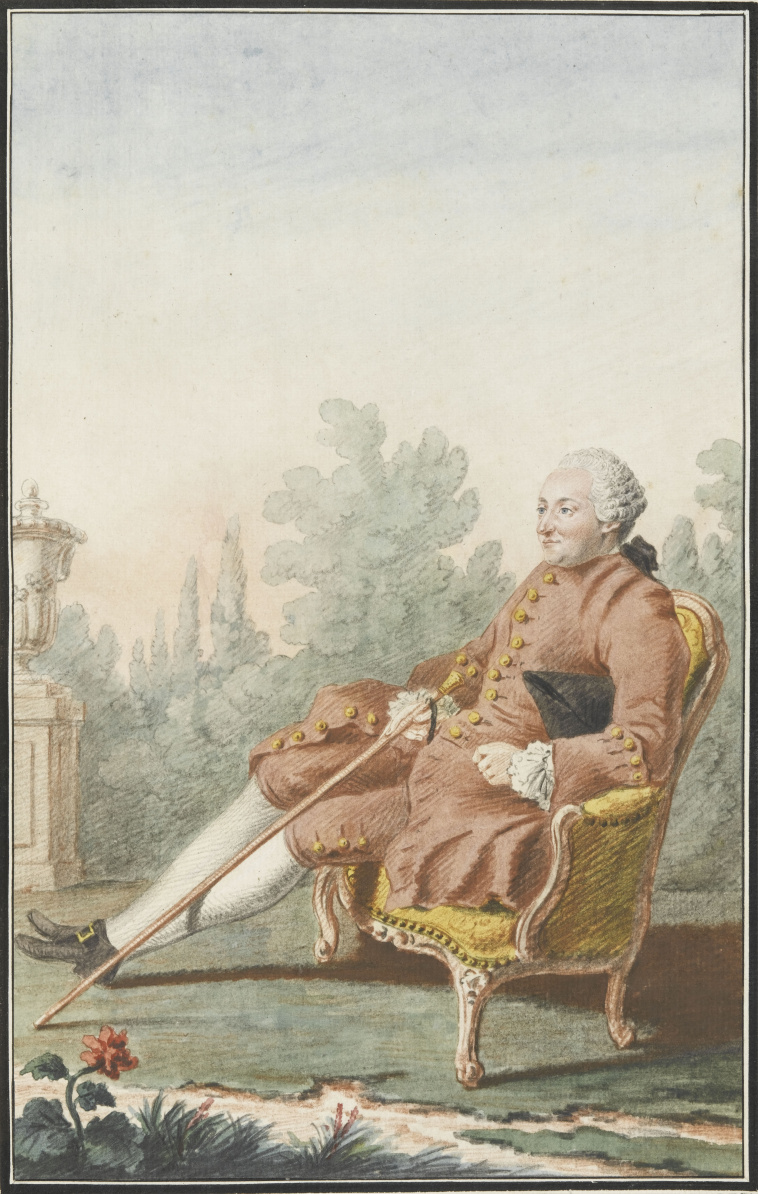
Paul Henri Thiry d'Holbach par Carmontelle, 1766 - Musée Condé, Chantilly

- 21 janvier : Paul Henri Thiry d'Holbach (né en 1723), savant et philosophe matérialiste d’origine allemande et d’expression française.
- 29 mars : Jacques-François Dicquemare (né en 1733), abbé, astronome et naturaliste français.
- 7 avril : Petrus Camper (né en 1722), médecin, naturaliste et biologiste hollandais.
- 25 mai : Anders Dahl (né en 1751), botaniste suédois ayant donné son nom au dahlia.
- 3 juillet : Jacques Bernoulli (né en 1759), mathématicien suisse.
- 29 août : Charles-Louis de Loys de Cheseaux, né en 1730), historien de la physique suisse.
- 23 novembre : Anders Hellant (né en 1717), homme d'affaires, mathématicien, astronome et physicien finlandais.
- 28 décembre : Auguste Denis Fougeroux de Bondaroy (né en 1732), botaniste français.